# East Prospect
East Prospect és una població dels Estats Units a l'estat de Pennsilvània. Segons el cens del 2000 tenia 678 habitants.

## Demografia
Segons el cens del 2000, East Prospect tenia 678 habitants, 258 habitatges, i 198 famílies. La densitat de població era de 747,9 habitants per quilòmetre quadrat.
Dels 258 habitatges en un 40,7% hi vivien nens de menys de 18 anys, en un 64% hi vivien parelles casades, en un 8,1% dones solteres, i en un 22,9% no eren unitats familiars. En el 18,2% dels habitatges hi vivien persones soles el 7,4% de les quals corresponia a persones de 65 anys o més que vivien soles. El nombre mitjà de persones vivint en cada habitatge era de 2,63 i el nombre mitjà de persones que vivien en cada família era de 2,97.
Per edats la població es repartia de la següent manera: un 28,5% tenia menys de 18 anys, un 5,6% entre 18 i 24, un 35,4% entre 25 i 44, un 18,6% de 45 a 60 i un 11,9% 65 anys o més.
L'edat mediana era de 33 anys. Per cada 100 dones de 18 o més anys hi havia 100,4 homes.
La renda mediana per habitatge era de 41.250 $ i la renda mediana per família de 48.051 $. Els homes tenien una renda mediana de 32.734 $ mentre que les dones 23.036 $. La renda per capita de la població era de 16.787 $. Entorn de l'1,4% de les famílies i el 4,9% de la població estaven per davall del llindar de pobresa.

## Poblacions més properes
El següent diagrama mostra les poblacions més properes.